# Kastell Roompot
Kastell Roompot (auch Kastell Westenschouwen-Roompot, früher auch Kastell Walcheren-De Roompot) ist der Name eines abgegangenen römischen Kastells im Mündungsbereich der Schelde an der niederländischen Nordseeküste in der Provinz Zeeland.
In römischer Zeit lag das Kastell unmittelbar am südlichen Ufer der Schelde, nahe der Mündung. Bedingt durch Erosion der Küste liegt dieser ehemalige Kastellstandort heute in der Nordsee, etwa 1250 m vor der Küste der Insel Schouwen-Duiveland. Der niederländische Gelehrte Marcus Zuerius van Boxhorn berichtete 1644 vom Untergang der römischen Garnison. Die vermutete Position wird von einer Karte der Kupferstecher und Kartographen Nicolaes Visscher I aus dem Jahre 1655 abgeleitet, auf der die Stelle mit einem Symbol und der Aufschrift Den Roompot een voornaem casteel bij de Romeynen gebouwt, pleegh alhier te leggen markiert ist. Der niederländische Archäologe Robert van Dierendonck geht von einer Gründung um das Jahr 150 aus, hält aber in Anbetracht der Bedeutung, die dieser Stützpunkt gehabt haben müsse, auch einen früheren Zeitpunkt für nicht ausgeschlossen. Archäologische Befunde liegen bislang keine vor, Funde finden nur auf einer Webseite in Form von einzelnen Dachpfannen Erwähnung. Die Spekulationen über die Funktion und Besatzung des untergegangenen Militärlagers ziehen sowohl ein Auxiliarlager des Exercitus Germaniae inferioris (Niedergermanisches Heer) als auch einen Flottenstützpunkt der Classis Germanica (Germanische Flotte) in Betracht.